# Corinthians FC of San Antonio
Corinthians FC of San Antonio foi uma agremiação esportiva da cidade de San Antonio, Texas. Disputava a National Premier Soccer League. O clube era homônimo do Sport Club Corinthians Paulista.

## História
O primeiro jogo oficial do Corinthians FC foi contra o Liverpool Warriors no dia 17 de maio de 2014. No dia 16 de janeiro de 2016 a equipe fecha com o técnico Benjamín Galindo para a temporada 2016. Em 2016 participa pela primeira e única vez da Lamar Hunt U.S. Open Cup, sendo eliminado pelo San Antonio FC.
Em 2017 o time não disputou a temporada da NPSL e encerrou suas atividades.

## Estatísticas

### Participações
|  | Participações em 2018 |

| Competição     | Competição               | Temporadas | Melhor campanha     | Estreia | Última | P | R |
| Estados Unidos | Lamar Hunt U.S. Open Cup | 1          | Segunda Fase (2016) | 2016    | 2016   |   | – |